# Заговор и трагедия Шарля, герцога Бирона
«Заговор и трагедия Шарля, герцога Бирона» (англ. The Conspiracy and Tragedy of Charles, Duke of Byron) — стихотворная трагедия английского драматурга Джорджа Чапмена, поставленная на сцене и опубликованная в 1608 году.
Действие пьесы происходит во Франции в 1602 году. Главный герой — Шарль Арман де Гонто, герцог де Бирон, маршал Франции, который организовывает заговор против короля Генриха IV и погибает. В изображении Чапмена это сильная и героическая личность, которую губит эгоизм.
Исследователи видят в пьесе влияние раннего Кристофера Марло с его культом сильной личности. В чапменовском Бироне заметно сходство с двумя персонажами Шекспира — Кориоланом и Макбетом. У первых зрителей и читателей могли возникнуть ассоциации с графом Эссексом, который тоже поднял мятеж против своего монарха и был за это казнён.